# Invader (artiste)
Pour les articles homonymes, voir Invader.
Invader est un artiste de rue et mosaïste français, né le 2 mai 1969 à Paris. Il installe depuis 1996 une série de Space Invaders, réalisés en mosaïques, sur les murs de grandes métropoles internationales.

## Biographie et réalisations
Franck Slama, est né en 1969. Enfant, il joue à Space Invaders.
Élève de l'École nationale supérieure des beaux-arts de Paris, Invader installe depuis 1996 une série de Space Invaders réalisés en mosaïque de carrelages ou de tesselles sur les murs des grandes métropoles internationales. Pour conserver son anonymat, l'artiste choisit d'apparaître masqué lors de ses interviews,.
La pose de ses œuvres, qui est effectuée le plus souvent sans accord préalable du détenteur de l'emplacement, constitue ce qu'il appelle L'invasion. Il est représenté par la galerie Over the Influence basée à Hong Kong et Los Angeles.

### Démarche

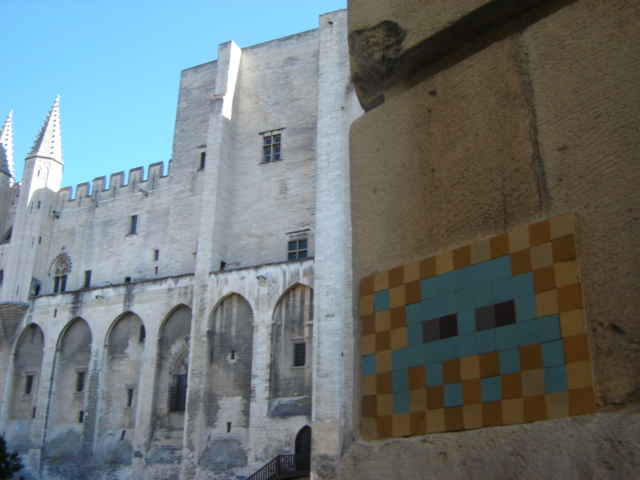
Un Invader, AVI_06, dans la rue Jean-Vilar, devant le palais des papes, à Avignon.

Sa démarche artistique — L’invasion — a commencé le jour où Invader a posé le premier Space Invader dans une rue de Paris, près de la place de la Bastille vers 1998. Cette œuvre, maintenant recouverte d'une couche d'enduit, est pour l'artiste devenue un Space Invader fossilisé, pris dans les sédiments de la ville. Le programme de cette « invasion » commence réellement en 1998. Paris, considéré comme son berceau, est le lieu de la plus forte concentration de ces « virus urbains ». Invader se définit lui-même comme un hacker de l’espace public propageant dans les rues un virus de mosaïque. La rue est sa toile, ses interventions des dons à la ville et à ses habitants,,.
Au 21 janvier 2025, on compte 4 308 mosaïques d’Invader dispersées sur toutes la surface du globe. Suivant un argument commun aux représentants du street art, l'artiste considère que les musées et les galeries d'art ne sont pas accessibles à tous, c'est pourquoi il installe son travail dans des espaces publics, le rendant visible au plus grand nombre.
La démarche d’Invader se résume à trois points : la rencontre entre la mosaïque et le pixel, la transposition d’un jeu vidéo dans la réalité, et un processus d’invasion à l’échelle planétaire.

### Méthode
Ses œuvres ne sont pas posées au hasard. L'artiste choisit ses emplacements selon divers critères qui peuvent être esthétiques ou tactiques. L’artiste dit préférer les sites où la fréquentation est élevée, mais ne néglige pas pour autant des sites urbains plus isolés : « Un bon spot est comme une révélation… il saute aux yeux. » Il se voit comme un « acupuncteur urbain ».
Chacune de ses œuvres est unique. Le répertoire de ses personnages s’étend maintenant à Star Wars (Londres), à la Panthère Rose, ou Mega Man. À Hong Kong, ses œuvres évoquent les arts martiaux où les tons rouge et or reflètent les couleurs traditionnelles chinoises de la terre et du feu.
En règle générale, les mosaïques sont placées entre trois et quatre mètres au-dessus du sol. Invader a mis au point des méthodes et techniques pour atteindre des endroits parfois dangereux et difficiles d'accès. En avril 2013, l’artiste a dévoilé un Spider-Man placé très haut sur le mur pignon à l'angle des rues Saint-Roch et d'Argenteuil dans le 1er arrondissement de Paris.
En septembre 2004, à Los Angeles, Melrose Avenue, il réalise son premier Space Invader de grand format d'une dimension de 6 × 4 m, surface « adaptée à l'échelle américaine ». Le 23 juin 2016, Invader bat son record en installant un Space Invader à l'effigie de Dr House d'une dimension de 10 × 5 m dans le 13e arrondissement de Paris, sur une des façades de l'hôpital de la Salpêtrière,.
Des personnalités ont fait l'objet de modèle pour Invader. En janvier 2016, il réalise à Clermont-Ferrand une mosaïque de plusieurs mètres de haut représentant Serge Gainsbourg dans la rue qui porte son nom.
La mosaïque, inaltérable et de couleurs pérennes, est un matériau adapté aux surfaces urbaines extérieures. De plus, la forme carrée de ses tesselles fait référence au pixel. Pour les fixer, Invader utilise des colles et ciments professionnels. Les modèles sont confectionnés à l'avance. Quand Invader arrive dans une ville, il obtient en priorité une carte de celle-ci pour organiser son « invasion ». Aussitôt fait, il lui faut au minimum une semaine pour l'investir entièrement, dans la clandestinité absolue.
Chaque Space Invader est indexé dans une base de données où sont référencés les date, localisation, points attribués (qui sont comptabilisés dans FlashInvaders, l’application officielle de l’artiste, jeu qui permet de partir à la recherche de ses mosaïques urbaines, de gagner des points et de se confronter aux autres joueurs) et deux photographies de l'œuvre en place (un gros plan et un plan large). Invader accorde à ces photographies plus une valeur d'œuvre que de document. Quand Invader juge son intervention satisfaisante, un plan topographique est dessiné puis imprimé à l’aide d’un partenaire local pour une diffusion auprès du grand public. Un soin particulier y est apporté car chacun d’eux synthétise tout le processus. Chaque plan possède sa propre esthétique, son propre style, et raconte sa propre histoire. À Montpellier, les emplacements des mosaïques ont été choisis de telle sorte que leur ensemble forme un Space Invader sur le plan.
Depuis le début de sa carrière, les supports et les sujets ont été améliorés pour devenir les Space Invaders tels qu'on les connaît aujourd'hui. Si les carreaux de carrelage et les « envahisseurs de l'espace » sont toujours son thème de prédilection, des personnages d'autres jeux vidéo comme Super Mario sont apparus dans les rues du monde entier.

### Réception
Le travail d'Invader a fait l'objet de plusieurs expositions à Paris, Osaka, Melbourne, Los Angeles, New York, Londres et Rome. L'artiste a exposé dans de nombreuses galeries, centres d'arts et musées, notamment lors de la 6e édition de la Biennale d'art contemporain de Lyon en 2001, pour la MAMA Gallery (en) de Rotterdam en 2002, à la galerie Magda Danysz en 2003, au Borusan for Culture and Arts à Istanbul, à la galerie Subliminal Projects de Los Angeles en 2004 et à la Galerie de Bellecour de Lyon en 2005 (maintenant Michali Gallery, Palm Beach, exposition pour laquelle il créa Rubik Mona Lisa, Joconde assemblée avec près de 330 Rubik’s Cubes). En 2016, une exposition intitulée Wipe Out a eu lieu à Hong Kong à la HOCA Foundation.
Le 28 octobre 2000 à la Foire internationale d'art contemporain à Paris, Invader accroche une de ses créations sous forme de sticker sur la veste de Jacques Chirac, alors président de la République.
Sur l'invitation de la critique d'art Alexia Guggémos, le 19 mars 2009, Invader envahit les pages du quotidien 20 Minutes.
En 2010, il apparaît dans le film Faites le mur ! produit et réalisé par Banksy et filmé par Thierry Guetta (Mr Brainwash),. On peut l'y voir lors de ses débuts en tant que street artiste.
Le 7 juin 2011, le millième Space Invaders est posé à Paris lors de l'exposition intitulée 1000 sur la façade de la Générale.
En 2011, il participe au MOCA LA Show au Greffen Contemporary : Art in the streets organisé par Jeffrey Deitch. L'exposition met en avant les artistes urbains actifs au cours des dix dernières années et présente les pionniers du street art.
En 2016, Invader organise l'exposition Wipe Out à la HOCA Foundation à Hong Kong.
Lors de la première édition du grand prix de l'eRéputation en 2011, Invader est élu artiste contemporain français le plus présent sur la Toile en France et dans le monde sur le Net en 2011. De multiples pages Internet sont dédiées aux Space Invaders, sur les sites de partage de photographies, sur des pages Facebook de fans, etc. En suivant le style de l'artiste, des admirateurs ont réalisé et collé de nombreuses fausses mosaïques dans des agglomérations où Invader n'est jamais allé.
Son travail est apparu de nombreuses fois à l'écran, dans Futurama de Matt Groening, mais aussi dans plusieurs films et séries : Californication, L.A. Confidential, Le Fabuleux Destin d'Amélie Poulain, Le Petit Nicolas. En 2009, dans la série BD Artica « Le Passager de la préhistoire », le dessinateur Bojan Kovačević représente une mosaïque à la manière d'Invader dans une scène se déroulant à Istanbul.
Plusieurs de ses pièces sont arrachées par des collectionneurs ou des marchands. Les carreaux de mosaïques étant très fragiles, voler l’œuvre collée au mur est impossible. La technique de ces voleurs consiste à détruire l’original pour ensuite la recréer avec des carreaux achetés dans le commerce auxquels ils tentent de donner une patine ancienne[réf. nécessaire]. En mars 2016, Invader perd son procès en contrefaçon contre des collectionneurs qui avaient essayé de desceller une de ses mosaïques le 28 avril 2013 dans le 3e arrondissement de Paris.
En 2017, la municipalité de Paris porte plainte à la suite du vol de plusieurs Invaders par des collectionneurs se faisant passer pour des agents de la municipalité. Les voleurs sont initialement repérés par des usagers de Twitter, qui partagent des photographies des délits, puis font remonter les faits à la mairie.
En 2020, la Joconde en Rubik's cube d'Invader est adjugée pour la somme de 480 200 euros, à Paris.

## Projets

### Musée du Louvre (1998)
Le 30 décembre 1998, Invader intervient à Paris au musée du Louvre qu'il « envahit » en posant sans autorisation dix Space Invaders. Certains d'entre eux sont restés en place pendant des années, d'autres ont rapidement été découverts et retirés. Ces mosaïques ont depuis disparu.

### Panneau Hollywood (1999)
L’endroit le plus insolite jamais investi est, du point de vue de l’artiste, le panneau Hollywood de la colline du même nom à Los Angeles. Le premier a été collé sur la lettre « D » le 31 décembre 1999 « pour y poser le bug de l’an 2000 »[réf. nécessaire]. L'artiste a ensuite orné les autres lettres au cours de ses différents voyages dans cette ville. L'emplacement l'intéresse d’autant plus qu’il est interdit d’accès.

### Rubikcubisme
Au début du XXIe siècle à Paris, Invader crée un style qu'il dénomme « rubikcubisme »,,. Il se caractérise par l’utilisation de Rubik's Cube comme medium. Grâce à ce procédé, Invader prolonge sa démarche sur le rapport entre le pixel et la mosaïque. En 2005, il commence à créer ce qu'il appelle des tableaux-objets.
Les contraintes de l’objet, sa taille et sa palette limitée à six couleurs le conduisent à produire des œuvres qui ne se révèlent au spectateur que lorsque celui-ci prend du recul ou lorsqu’on les regarde à travers l’écran de son smartphone[pas clair].
Invader reprend et détourne des images iconiques de l'histoire de l'art comme La Joconde de Léonard de Vinci. C'est la première d’une série intitulée Rubik Master Pieces. Il réalise en 2006 l'œuvre Rubik Origine, hommage au célèbre tableau L'Origine du monde de Gustave Courbet.
En 2008, pour représenter le quatorzième dalaï-lama, il crée Rubik Dalaï Lama après sa rencontre avec des réfugiés tibétains au Népal,.
Dans la série des Rubik Bad Men, Invader reprend des portraits de « vilains » ou d'anti-héros, qu'ils soient réels ou qu'ils appartiennent à la fiction : de Florence Rey à Carlos en passant par les membres de la RAF, Scarface ou Maléfique.
Avec sa série des Rubik Low Fidelity, l'artiste passionné de musique décide de transposer les images de ses dix albums préférés dans son univers « rubikcubiste » pour l’exposition Top10 à la Jonathan Levine Gallery de New York. Le format carré et les images très travaillées des pochettes de disques se prêtent à l’exercice. La série s’étoffera de nouvelles œuvres présentées notamment lors des expositions Low Fidelity à la Lazarides Gallery de Londres en 2009 et mille à la galerie Le Feuvre en 2011.

### Œuvres sous-marines
En 2007, Invader découvre le travail de l'artiste Jason de Caires qui vient d'intégrer la galerie new-yorkaise qui le représente. Après avoir pris contact avec lui, ils collaborent sur une série de sculptures sous-marines.
Depuis 2012, trois Space Invaders sont installés au fond de la baie de Cancún.

### Art4Space
En août 2012, Invader envoie la mosaïque Space1 dans la stratosphère grâce à un aéronef porté par un ballon météorologique rempli d’hélium.
Ce vol représente un premier pas vers l’espace, « terre natale » des Space Invaders. Il en tirera un documentaire baptisé Art4Space,.

### Space2ISS
Le 29 juillet 2014, une nouvelle mosaïque baptisée Space2 est embarquée à bord du vaisseau spatial européen ATV-5 lancé par la fusée Ariane 5 à destination de la station spatiale internationale (ISS).
L'opération baptisée SPACE2ISS comprend également un volet terrestre. Invader s'est donné comme but d'intervenir dans les huit principaux centres de l’ESA à travers l’Europe. À ce jour[Quand ?], six ont été atteints :
- le Centre des astronautes européens (EAC) à Cologne en Allemagne ;
- le centre spatial de Redu en Belgique ;
- le centre européen d'opérations spatiales (ESOC) à Darmstadt en Allemagne ;
- le centre européen des technologies spatiales (ESTEC) à Noordwijk aux Pays-Bas ;
- l'agence spatiale européenne (ESA) à Paris ;
- l'Institut européen de recherches spatiales (ESRIN) à Rome en Italie.

Le 12 mars 2015, Space2 trouve sa place définitive à bord du module Colombus où la mosaïque pourra être vue par les astronautes de toutes les nationalités en mission dans l’ISS.

### Guides et cartes d'«invasion»
Les créations visibles dans les rues représentent la partie la plus accessible de ce projet mais chacune d’elles est également référencée et positionnée sur une carte et photographiée pour être archivée dans la base de données d’Invader. L'artiste les édite à travers des livres-ovnis, des guides d’invasions et des cartes d’invasions qui permettent de suivre sa trace à travers les villes.

### Villes concernées
L'invasion a commencé en 1998 à Paris.
En 1999, Invader envahit Los Angeles pour la première fois et c'est la neuvième ville.
Dans un ouvrage paru en 2010, Invader estime avoir posé entre 2 000 et 3 000 œuvres. Il affirme qu'il a posé un minimum de dix mosaïques dans trente-huit villes. En juin 2011, il reconnaît avoir collé 2 692 Space Invaders dans au moins 77 villes, édité 19 cartes d'invasion, effectué dix tours du monde, passé 22 nuits au poste de police et avoir manipulé plus d'un million et demi de carreaux cimentés, formant un vaste réseau à l'échelle planétaire. En décembre 2011, quatre-vingt deux villes sont ornées de ses œuvres.
En juillet 2016, Invader achève sa première intervention à Toulouse, c'est la 66e ville à être « envahie ». Dix envahisseurs aux couleurs de la ville rose y ont pris place.
En mai 2019, le site officiel recense plus de trois mille sept cents Space Invaders dans soixante-dix-sept villes. La mappemonde du site Internet de l'artiste permet de les situer.
En février 2024, l’artiste pose la 1500e mosaïque dans Paris intra-muros , sur un tuyau d’air conditionné du centre Georges-Pompidou, à l’angle des rues Beaubourg et  Rambuteau. 
En novembre 2024, Invander installe sa plus grande mosaïque au monde sur l’immeuble du no 8 boulevard Auguste-Blanqui.
Sont présentés dans les listes suivantes les villes référencées par l'artiste, de Londres à Los Angeles, en passant par Tokyo, New York, Bangkok et Paris, la ville où il a le plus œuvré,.

### En Europe
- Amsterdam[96]1999.
- Anvers[97]1999.
- Barcelone[98] invité à un séminaire sur l'art urbain au MACBA, Invader en a profité pour placer 17 space invaders dans la ville 2002.
- Bâle juin 2019.
- Berlin[99]2002.
- Berne[100]2000.
- Bilbao[101],[102]2007.
- Bruxelles[103] 2012.
- Cologne[104]2006, 2007, 2015.
- Genève[105] 2000.
- Istanbul[106]2003.
- Lausanne[107]2000.
- Ljubljana[108]2006.
- Londres 1999, 2003, 2006, 2007, 2009, 2011, 2013, 2016, 2024.
- Manchester[109] 2004.
- Monaco.
- Newcastle[110]2006.
- Munich
- Ravenne[111]2014, 2015.
- Rotterdam[112]2001.
- Rome[113] 2010, 2015.
- Vienne[114]2006, 2008.
- Visby 2001.

### Dans le reste du monde
- Bangkok[115] 2005, 2013.
- Dacca 2003.
- Djerba, Tunisie 2020.
- Hong Kong[116]2001, 2002, 2002, 2014, 2015.
- Katmandou[117]2008.
- Los Angeles[118] 1999, 2000, 2002, 2003, 2004, 2005, 2006, 2008, 2011, 2014, 2018.
- Melbourne[119] L'invasion de l'Australie marque le 4e continent visité par les space invaders. 2002.
- Miami[120] 2010, 2012.
- Mombasa[121] 2006.
- New York[122] 2000, 2003, 2007, 2009, 2013, 2015, 2016.
- Perth[123] 2002.
- Tokyo[124] 1999, 2001, 2002, 2010, 2014.
- Vârânasî[125] 2008.
- São Paulo[126] 2011.
- Rabat[127] 2017.
- Potosí[128] 2022.
- Séoul[129] 2024

.

## Expositions[130]

### Expositions personnelles
- 1999 : New Player insert coins, Jean Charles de Castelbajac CS, Paris, France.
- 2000 : Same player shoot again, Galerie Almine Rech, Paris, France.
- 2001 : I invade Tokyo, And-a, Osaka, Tokyo, Japon.
- 2003 :
  - Game not over, Galerie Magda Danysz, Paris, France.
  - Invader, Citylights Gallery, Melbourne, Australie.
- 2004 : I invade HOYWOD, Subliminal Projects, Los Angeles, États-Unis.
- 2005 :
  - Invader Compilation, Galerie de Bellecour, Lyon, France [maintenant Michali Gallery, Palm Beach], incluant Rubik Mona Lisa, Joconde assemblée avec près de trois cent trente Rubik’s Cubes.
  - Rubikcubism, Six space, Los Angeles, États-Unis.
  - Rubik space, Galerie Patricia Dorfmann, Paris, France[131].
- 2007 :
  - Bad Men-Part I, Galerie Joellenbeck, Cologne, Allemagne.
  - Bad Men Part II and Invasion London, Lazarides Gallery, Londres, Royaume-Uni.
- 2008 : Betonblumen – Invaded Bridge, MuseumsQuartier, Vienne, Autriche.
- 2009 :
  - Low Fidelity, Lazarides Gallery, Londres, Royaume-Uni.
  - TOP 10, Jonathan Levine Gallery, New York, États-Unis.
- 2010 :
  - Home Sweet Home, Gallery Target, Tokyo, Japon.
  - Roma 2010 and Other Curiosities, Wunderkammern, Rome, Italie.
- 2011 :
  - Attack of the Space Waffles, Lazarides gallery, Londres, Royaume-Uni.
  - 1000, La Générale et Galerie Franck Le Feuvre, Paris, France : En juin 2011, il a réalisé, conjointement avec la Galerie Le Feuvre, une exposition intitulée « 1000 » dans le grand bâtiment industriel de La Générale à Paris pour fêter son millième Space Invader dans la capitale française. Il propose au public des gaufres en forme de Space Invader et la « Speed Ball Machine » une sculpture qui lance des balles rebondissantes dans lesquelles sont insérés des Space Invaders.
- 2012 : Derives, Alice Gallery, Bruxelles, Belgique[132].
- 2015 : Wipe Out, PMQ, HOCA Foundation, Hong Kong.
- 2017 : Hello my game is…, Musée en Herbe, Paris, France.
- 2018 : Into the white cube, galerie Over The Influence, Los Angeles, États-Unis.
- 2020 : Invader was here, MaMO, Centre d'art de la Cité Radieuse, Marseille, France[133]
- 2021 : Prints on paper, MGLC, Centre international des arts graphiques, Ljubljana, Slovénie[134]
- 2022 : 
  - Invader Rubikcubist, Mima, Bruxelles[135]
  - Invader 4000, Over the Influence, Paris
- 2024 : Invader Space Station, Paris, France[136]

### Expositions collectives
- 2000 :
  - Version_2000, Centre pour l’Image Contemporaine, Genève, Suisse.
  - Invasion d’Avignon, La Beauté, Avignon, France.
  - Ideal room, Galerie Patricia Dorfmann, Paris, France.
  - Screenart, The Dawn, Bern, Suisse.
- 2001 :
  - Biennale d’art contemporain, Musée d’art contemporain, Lyon, France.
  - Graphic life, Double park, Hong Kong.
- 2002 :
  - Mono_culture, Bread Box Gallery, Perth, Australie.
  - Street art, Mjelby Konstgard Museum, Halmstad, Suède.
- 2003 :
  - While you were playing Rubik’s cube, Flux Factory, New York, États-Unis.
  - Copy it, steal it, share it, Borusan Center for Culture and Arts, Istanbul, Turquie.
- 2006 :
  - Spank the monkey, BALTIC Center for Contemporary Art, Newcastle, Royaume-Uni.
  - Hype, ELMS Lesters Painting Room, Londres, Royaume-Uni.
  - Street Art, MGLC, Ljubljana, Slovaquie.
- 2007 :
  - Streets of Europe, Jonathan Levine Gallery, NYC, États-Unis.
  - Small, Medium and Large, ELMS Lesters Painting Room, Londres, Royaume-Uni.
  - On fait le mur, Espace de l’Art Concret, Mouans Sartoux, France.
- 2008 : Outsiders NY, Off site exhibition by Lazarides, NYC, États-Unis.
- 2009 :
  - Hitchhikerstothegalaxy, Daejon Museum of Arts, Daejon, Corée du Sud.
  - Ingres et les Modernes, Musée Ingres et Musée du Louvre, Montauban, France[137].
  - V.01 B, Lieu Commun, Toulouse, France.
- 2010 :
  - Urban Achemists /Jonathan LeVine Gallery, Miami, États-Unis.
  - VivaLaRevolucion, MCASD, SanDiego, États-Unis.
- 2011 :
  - De dentro e de fora, MASP, Sao Paulo, Brésil.
  - VivaLaRevolucion, MCASD, SanDiego, États-Unis.
- 2012 :
  - Street Art, Kunsthallen Brandts, Odense, Danemark.
  - Vues Sur Mur, Centre de la gravure et de l’Image Imprimée, Bruxelles, Belgique.
  - Street Art – The New Generation, Pori Art Museum, Pori, Finlande.
- 2013 :
  - O(Ax)=dO(Am) Equazione Impossibile, MAR, Ravenna, Italie.
  - Art4Space, Nuit Blanche de Metz, Metz, France.
  - Von Picasso bis Ai Weiwei, Fondation Gerisch, Neumünster, Allemagne.
- 2014 :
  - Asphalte, B.P.S.22, Charleroi, Belgique[138].
  - The Provocateurs, Art Alliance, Chicago, États-Unis[139].
- 2016 :
  - Still Here, A Decade of Lazarides, London, Royaume-Uni[140].
  - Street Art : A Global View, CAFA Art Museum, Shanghai, China[141].

- 2017-2018 :
  - Maquis-art Hall Of Fame, Musée de L'Aérosol, Paris, France[142].
- 2022
  - Capitale(s), 60 ans d'art urbain à Paris, Hôtel de ville, Paris, France[143].
- 2023
  - Positive Propaganda, AMUSEUM, Munich, Allemagne[144].

## Publications

### Ouvrages
- Invader, L'invasion de Paris, Guide d'invasion 01, Paris / Épisode 01 : La genèse, F. Slama, décembre 2003, 1re éd., broché, 21 × 27 cm,  (ISBN 978-2-9520199-2-7)[145].
- Invader (interview Jean Marc Avrilla, trad. anglaise Chris Burke), Invasion Los Angeles, Guide d'invasion 02, F. Slama, décembre 2004, broché, 21 × 27 cm,  (ISBN 2-9520199-4-0)[145].
- Invader (préface Jean Marc Avrilla), Rubik space : a picture book, F. Slama, mars 2005, 64 p., broché, 16 × 21 cm,  (ISBN 2-9520199-5-9)[145].
- Invader, Invasion in the U.K., London, Manchester, Newcastle, Guide d'invasion 03, F. Slama, décembre 2007, 192 p., broché, 21 × 27 cm,  (ISBN 978-2-9520199-7-2)[145].
- Invader, Invaderoma, Guide d'invasion 04, 2010
- Invader, L'invasion de Paris, Guide d'invasion 01, Paris / Livre 01 : La genèse, Unité Centrale, février 2009, 3e éd (1re éd 2005), 224 p., broché, 23 × 30 cm,  (ISBN 978-2-9520199-3-4)[146]
- Invader, Mission Miami, Guide d'invasion 05, 2012
- Invader, Wipe Out in Hong Kong, Guide d'invasion 06, 2015
- Invader, New Mosaics of Ravenna, Guide d'invasion 07, 2017
- Hello, my game is ... Joue avec Invader, Casterman, 2017
- Invader (préface et traduction Bruno Blum), 2.1 Invasion Los Angeles updated edition / 1999-2018, Guide d'invasion 01, Paris / Livre 01 : La genèse, Control P Editions, octobre 2018, 2e éd (1re éd 2004), 319 p.,  (ISBN 978-2-9541259-4-7)
- Invader, Prints on paper, Catalogue raisonné 2001-2020, Control P Editions, février 2021.
- 4000, the complete guide to the Space Invaders 1998-2021, Control P Editions, décembre 2022, 1023 p.  (ISBN 978-2-9541259-7-8)
- Rubikcubist, Control P Editions, décembre 2022, 439 p,  (ISBN 978-2-9541259-9-2).

### Catalogue d'exposition
- Invader : Part III, 2022, Galerie Le Feuvre, 152 p.
- Masterpieces, 2017, Galerie Le Feuvre, 96 p.
- 1000 7 juin - 3 juillet, 2011, Galerie Le Feuvre, 51 p.  (ISBN 978-2-918330-11-0).
- Low Fidelity, Londres, Lazarides gallery, 2009  (ISBN 978-0-9560007-2-9).
- TOP 10, New York, Jonathan Levine Gallery, 2009  (ISBN 978-0-9729387-2-3).
- Ingres et les modernes, Paris, Sogedif, 2009.
- London Invasion / Bad Men Part II, Londres, Galerie Lazarides, 2007  (ISBN 978-0-9554178-9-4).
- Spank the Monkey, Cologne, BALTIC, Galerie Joellenbeck, 2007  (ISBN 978-3-0002142-0-2).
- Rubik Space, Paris, Franck Slama, avril 2005  (ISBN 2-9520199-5-9). Catalogue de son exposition personnelle à la galerie Patricia Dorfmann.
- Copy it, Steal it, Share it, Istanbul, Borusan Culture and Art Center, 2003.
- Mono Culture, Perth, Bread Box Gallery, 2002.
- Connivence, 6e biennale d'art contemporain de Lyon, Paris, RMN Réunion des musées nationaux, 2001  (ISBN 2-711842592).

### Cartographie
- Invasion of Paris, éditée par Invader et la galerie Le Feuvre, juillet 1999.
- Attack of Montpellier, 1999.
- Invasion of Grenoble, éditée par l'École des beaux-arts de Grenoble, décembre 1999.
- Bern to be Invade, in Soda Magazine, no 14, 2000.
- Invasion of Avignon, éditée par Global Tekno 200, juillet 2000.
- L’invasion de Genève, éditée par le Centre pour l'image contemporaine, novembre 2000.
- Invasion de Lyon, éditée par la Biennale d'art contemporain de Lyon 2001, juin 2001.
- Invasion of Rotterdam, éditée par MAMA, Rotterdam, décembre 2001.
- Invasion of Tokyo, in Relax Magazine, no 61, mars 2002.
- Invasion of Perth, éditée par Bread Box Gallery, octobre 2002.
- Invasion of New York City, éditée par Flux Factory, juin 2003.
- L’invasion de Los Angeles, éditée par Subliminal Projects, avril 2004.
- United Invasion of Manchester, éditée par Peer Group Project, juillet 2004.
- L’invasion de Bastia, éditée par Arte Mare, septembre 2005.
- Invasion Von Wien, éditée par Subotron & MQ21, juillet 2006.
- Invasion côte d’Azur, éditée par l'Espace de l'art concret, 2007.
- Invasion de Bilbao, éditée par Bilbao Arte Fundacion, janvier 2008.
- Invasion of Kathmandu, éditée par Invader, août 2008.
- Invasione di Roma, éditée par Wunderkammern, septembre 2010.
- Invasion de Paris (2), éditée par la galerie Le Feuvre, juin 2011.
- Invasao Sao Paulo, éditée par MASP, 2011.
- Bxl 2012 Derives, 2012.
- Invasion of Miami, éditée par Jonathan Levine Gallery, décembre 2012.
- Djerba island, 2020
- Invasion planète Marseille, 2020
- Invasion Potosi / Mission 4000, 2022

## Référence culturelle
- Dans l'épisode Un monde en 2D de la série télévisée Futurama, on peut apercevoir une mosaïque sur le pont de Brooklyn à New York[147].
- I invade you[148], roman policier jeunesse de Nils Barrellon, sorti en 2017 aux éditions Thierry Magnier  (ISBN 979-1035200329), fait d'Invader un personnage à part entière de son intrigue dans laquelle des jeunes femmes sont retrouvées assassinées sous les mosaïques du street artist.
- Dans le film Men in Black: International, on peut voir un Space Invader vert au mur dans un souk de Marrakech (50 min 38 s) et l’agent H dit à l’agent M : « On en voit beaucoup, par ici. C’est un tag cromullien. Là-bas, il symbolise l’espoir. Ou l’annihilation. L’un ou l’autre, ça se discute. » M lui répond : « Non, l’harmonie. Mais ici, c’est un sanctuaire MIB. »